# Jilin (ville)
Pour les articles homonymes, voir Jilin (homonymie).
Jilin (chinois : 吉林 ; pinyin : Jílín) est la deuxième plus grande ville et l'ancienne capitale de la province du Jilin en Chine. Son territoire administratif comptait 4 414 681 habitants au recensement de 2010 dont 1 975 803 dans les quatre districts urbains du centre. Elle est surnommée la « ville de la rivière » car elle est située sur les rives de la Songhua. Elle doit ce surnom à un poème de l'empereur Kangxi écrit lors de sa venue en 1682.

## Histoire

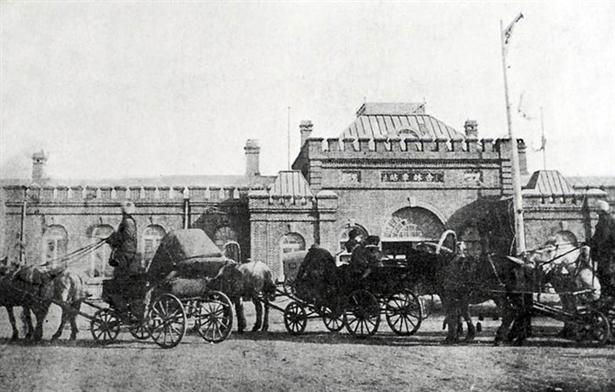
La gare de Jilin en 1912.

Jilin est une des plus vieilles villes du nord-est de la Chine. Au début du XVe siècle, pendant le règne de l'empereur Yongle, les Chinois ont tenté d'étendre leur contrôle sur l'ensemble de la Mandchourie. Une puissante flotte a été construite qui a navigué à plusieurs occasions sur la rivière à partir de Jilin pour pousser les chefs locaux à faire allégeance aux empereurs Ming. Peu après l'avènement de la dynastie Qing (1644-1912), le Primorié passe sous la juridiction de Jilin. En 1661, une fabrique de bateaux y est construite pour s'opposer à l'avance des Russes (en). Jilin devient officiellement une ville fortifiée en 1673 lorsqu'Anzhuhu reçoit l'ordre d'y construire un fort. En 1676, le gouvernement militaire de Ninguta est transféré à Jilin car cette dernière est mieux située et que son importance militaire augmente. Depuis lors, le développement de Jilin a été rapide. Elle a gardé son importance aux XVIIIe et XIXe siècles comme étant une des rares villes (avec Tsitsihar, Ninguta et Mukden) situées derrière la palissade de saule. À partir de 1860, après la perte de la Mandchourie extérieure et pour renforcer sa densité de population, la région est enfin ouverte à la colonisation pour les Chinois, c'est le Chuang Guandong (en). Depuis lors, la plus grande partie des habitants est d'origine Han.
Jilin a perdu de son importance dans les années 1930 lorsque le Mandchoukouo a choisi d'établir sa capitale à Changchun. Dès 1940, Jilin ne comptait que 173 624 habitants alors que Changchun en avait 544 202. Jilin retrouve un court instant son rôle de chef-lieu de la province du Jilin lors de la fondation de la république populaire de Chine mais dès 1956, Changchun est réintégrée dans cette province et lui reprend cette fonction.
Elle a accueilli une partie des épreuves des Jeux asiatiques d'hiver de 2007 et a été sévèrement touchée par des inondations en 2010.

## Géographie
Jilin est située dans une région vallonnée près de la rivière Songhua. Elle est encadrée par quatre célèbres montagnes : la montagne du Nord (Beishan) à l'ouest, le Zhuque Shan au nord, le Longtan Shan à l'est et la montagne de la tortue au sud. Avec la Songhua, elles forment un bagua de la forme du taiji[pas clair]. Beishan comporte plusieurs temples bouddhistes et aurait reçu la visite de l'empereur Qianlong (1711-1799).
En 2004, le PIB total a été de 70,4 milliards de yuans, et le PIB par habitant de 16 239 yuans.
Le climat de Jilin est de type continental avec des étés chauds et humides car influencés par la mousson (Dwa selon la classification de Köppen). Les hivers sont influencés par l'anticyclone de Sibérie et sont secs, mais venteux et très froids : la température moyenne en janvier est de −17,3 °C.
| Mois                                | jan.  | fév.  | mars | avril | mai  | juin  | jui.  | août  | sep. | oct.  | nov.  | déc.  | année |
| ----------------------------------- | ----- | ----- | ---- | ----- | ---- | ----- | ----- | ----- | ---- | ----- | ----- | ----- | ----- |
| Température moyenne (°C)            | −17,3 | −13,4 | −2,6 | 7,3   | 14,7 | 20,1  | 22,8  | 21,2  | 14,6 | 6,4   | −3,6  | −13,1 | 4,76  |
| Record de froid (°C)                | −40,3 | −37,3 | −27  | −12,1 | −7,5 | 5     | 10,7  | 5,3   | −4,1 | −15,6 | −29,1 | −36,4 | −40,3 |
| Record de chaleur (°C)              | 5,4   | 12,8  | 20   | 30,6  | 34,8 | 35,1  | 35,4  | 35,7  | 30,4 | 27,9  | 19,6  | 11,5  | 35,7  |
| Précipitations (mm)                 | 4,6   | 6,5   | 14   | 28,6  | 57,2 | 108,6 | 171,5 | 134,9 | 64,8 | 36,6  | 12,8  | 6,7   | 646,8 |
| Nombre de jours avec précipitations | 5,5   | 6,4   | 7    | 9,2   | 12,3 | 15    | 16,3  | 13,6  | 10   | 7,7   | 6,8   | 7     | 116,8 |

## Subdivisions administratives
La ville-préfecture de Jilin exerce sa juridiction sur neuf subdivisions – quatre districts, quatre villes-districts et un xian :

Subdivisions de la ville de Jilin

| Subdivisions | Habitants (2010) | Superficie (km2) | Densité (hab/km2) | Statut          |
| ------------ | ---------------- | ---------------- | ----------------- | --------------- |
| Chuanying    | 659 188          | 711              | 818               | District urbain |
| Changyi      | 492 159          | 865              | 715               | District urbain |
| Longtan      | 527 532          | 1 209            | 475               | District urbain |
| Fengman      | 296 924          | 1 032            | 288               | District urbain |
| Yongji       | 394 622          | 2 625            | 150               | Xian            |
| Shulan       | 645 925          | 4 554            | 140               | Ville-district  |
| Panshi       | 505 954          | 3 867            | 128               | Ville-district  |
| Jiaohe       | 447 380          | 6 235            | 74                | Ville-district  |
| Huadian      | 444 997          | 6 624            | 71                | Ville-district  |

## Transport
Jilin dispose d'une importante gare ferroviaire.

## Tourisme

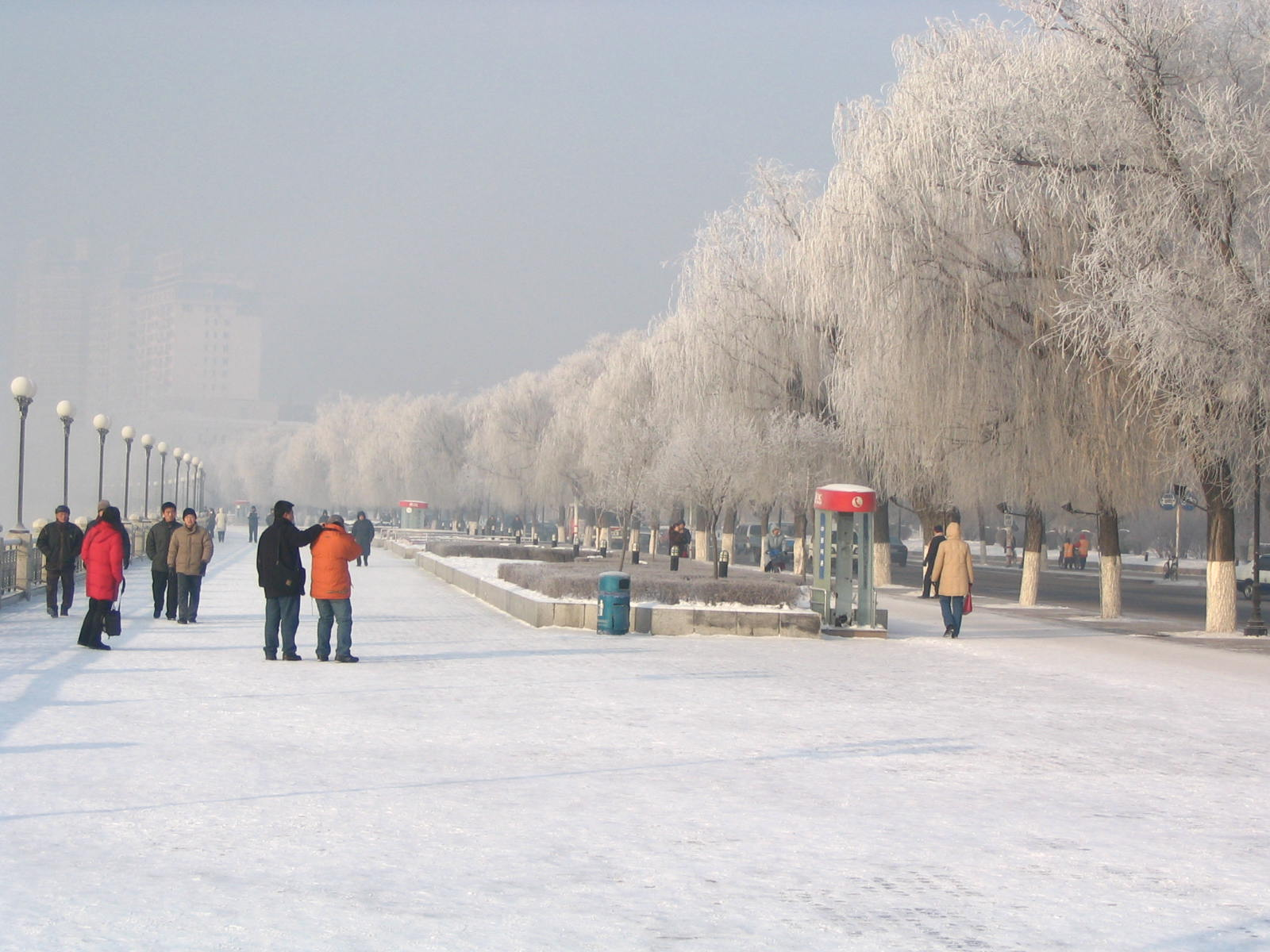
Le givre sur les arbres de Jilin.

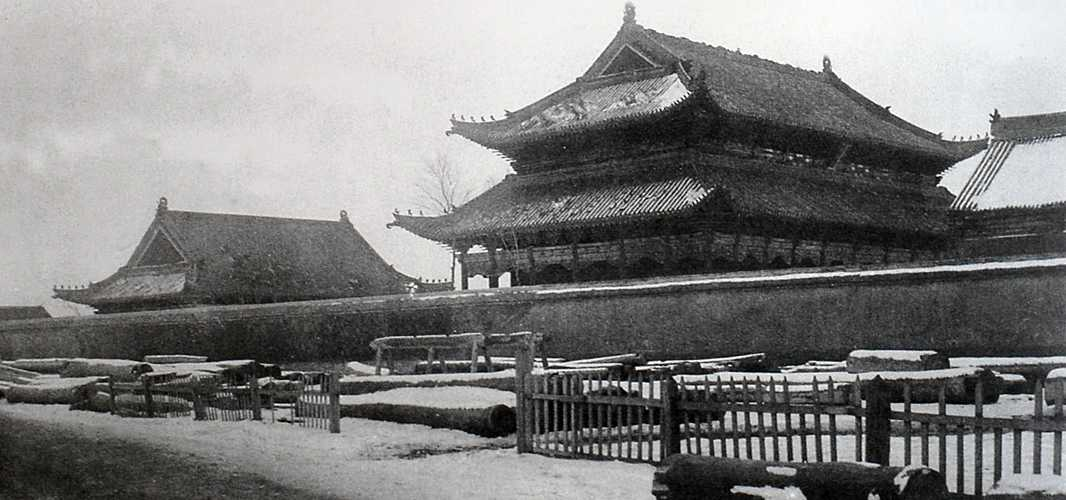
Le temple confucéen.

Jilin est une destination touristique populaire en particulier en hiver où les touristes viennent admirer le givre sur les arbres bordant la Songhua. En effet, c'est la seule rivière de la région qui ne gèle pas en hiver et l'humidité qui s'en dégage permet la formation du givre.
Les principales attractions sont le parc de Beishan, le parc de la montagne du lac du dragon, le lac de la Songhua et la ville fortifiée de Wulajie (乌拉街) datant du XVIIe siècle. Le musée de la pluie de météorites regroupe les météorites tombées à Jilin en mars 1976 ; la plus grosse pèse 1 770 kg.
Plusieurs sites ont été classés dans la liste des monuments historiques de Chine. Ce sont la forteresse de Sumi, le temple confucéen de Jilin, l'inscription d'Ashihada, les tombes du clan de Wanyan Xiyin et celles de Mao'ershan.
La préfecture de Jilin a développé les sports d'hiver et compte plusieurs stations de ski. La natation hivernale est largement pratiquée. Une fête des lanternes de glace est organisée à la mi-janvier.

## Religion
- Cathédrale du Sacré-Cœur, ancienne cathédrale catholique (avant 1994) du diocèse de Jilin
- L'ancien temple de Guanyin, fondé en 1753 dans la 18e année du règne de l'empereur Qianlong durant la dynastie Qing (1644–1911). Rénové en 1938 puis en 1980, il est classé temple bouddhiste d'importance nationale depuis 1983.